# Zork: Der Großinquisitor
Zork: Der Großinquisitor (englischer Originaltitel: Zork: Grand Inquisitor) ist ein Adventure-Computerspiel des US-Publishers Activision. Es wurde 1997 für Microsoft Windows und 2001 für Mac OS veröffentlicht.

## Handlung
Zork: Grand Inquisitor spielt im „Great Underground Empire“, der Spielwelt aller Zork-Spiele. Großinquisitor Mir Yannick hat in der Oberwelt ein totalitäres Regime errichtet und jegliche magische Betätigung verboten. Die identitäts- und namenlose Spielfigur, über die nur bekannt ist, dass sie als Vertreter für Staubsauger tätig ist, beginnt das Spiel im Küstenstädtchen Port Foozle, findet einen Zugang zur Unterwelt und stößt dort auf den ehemaligen Dungeon Master Dalboz of Gurth, der den Spieler beauftragt, drei magische Artefakte aufzuspüren, mit deren Hilfe die Magie im Reich wiederhergestellt und die Inquisition vernichtet werden könne. Der Spieler erhält im Laufe des Spiels nicht nur Hilfe durch Dalboz, sondern wird nach und nach auch durch den Drachen Griff, die Adelige Lucy Flathead sowie den kräftigen, menschenähnlichen Brog begleitet. Griff, Lucy und Brog wurden von Yannick "totemisiert", das heißt in eine Art übergroßes Pellet gepresst, so dass sie nur auf mentaler Ebene mit ihrer Umwelt interagieren können. In bestimmten Spielszenen werden einzelne Begleiter durch Zeittunnel in die Vergangenheit versetzt und verfügen dort über ihren alten Körper und besondere Fähigkeiten, mit deren Hilfe Aufgaben gelöst werden müssen, die Auswirkungen auf die Gegenwart haben. Mit Hilfe seiner vier Begleiter kann der Spieler die benötigten Artefakte aufspüren und schließlich Mir Yannick besiegen.

## Spielprinzip und Technik

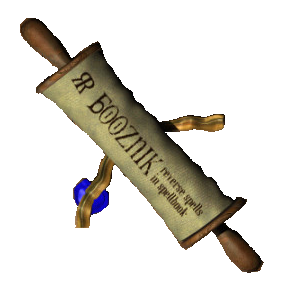
Eine Pergamentrolle im Spiel.

Zork: Grand Inquisitor ist ein First-Person-Adventure, das heißt, der Darstellung des Geschehens erfolgt aus der Perspektive des Spielers. Die Kamera ist dabei auf der X-Achse frei drehbar. Zum Einsatz kommt wie beim Vorgänger Zork Nemesis die Engine Z-vision, die neben der dreidimensionalen Darstellung der vorgerenderten Spielwelt auch die Einbindung von FMV-Szenen in Ausschnitten des Spielbildschirms ermöglichte. Die Steuerung erfolgt über einen frei über den Bildschirm beweglichen Cursor, der, wenn er über einem Objekt positioniert wird, mit dem eine Interaktion möglich ist, eine alternative Form annimmt, woraufhin ein Mausklick die Interaktion auslöst. Wird der Cursor am rechten oder linken Bildschirmrand positioniert, wird der Bildschirmausschnitt in die entsprechende Richtung verschoben, so dass man sich frei umschauen kann. Eine Bewegung innerhalb der Spielwelt erfolgt entweder, indem mit dem Cursor auf einen vorprogrammierten Ausgang der jeweiligen Spielszene geklickt wird, oder über im Spiel verteilte Teleportationsstationen, die einen schnellen Wechsel in andere, dem Spieler bereits bekannte Regionen des Spiels ermöglichen. Der Spieler kann Gegenstände aufnehmen und in seinem Inventar ablegen, auf das jederzeit zugegriffen werden kann; die Gegenstände können ausgewählt und dann miteinander, mit der Umgebung oder mit einem der Helfer kombiniert werden. Die Begleiter des Spielers befinden sich, da sie "totemisiert" wurden, ebenfalls im Inventar und können wie normale Gegenstände benutzt werden.
Eine Besonderheit des Spiels, die schon bei den Vorgängerspielen zum Tragen kam, ist die Einbindung von FMV-Szenen in die Spielwelt. Das Intro, die Endsequenz sowie einige Zwischensequenzen sind reale, mit Schauspielern abgefilmte Spielszenen. Andere Zwischensequenzen sind Filmschnipsel, die über die Teile der computergenerierten Szenerie gelegt werden, es agieren also echte Schauspieler vor computergenerierten Kulissen.
Zork: Grand Inquisitor verfügte über einen Online-Modus namens „Linked Play“, in dem sich Spieler über einen Activision-Server miteinander verbinden und sich im Spiel gegenseitig helfen konnten. Dieser Modus war für die damalige Zeit zwar technisch fortgeschritten, wurde jedoch kaum genutzt.
Zork: Grand Inquisitor verfügt über ein Magiesystem, das an die ebenfalls im Zork-Universum spielenden Infocom-Spiele Enchanter, Sorcerer und Spellbreaker angelehnt ist: Zaubersprüche müssen in Form von Pergamentrollen gefunden und in ein Zauberbuch transkribiert werden, von wo aus sie wie Inventargegenstände verwendet werden können. Einzelne Zaubersprüche sind so mächtig, dass sie nicht in das Zauberbuch übertragen und nur ein Mal verwendet werden können. Der Humor des Spiels beruht zu einem nicht geringen Teil darauf, dass die Kombination aus Zaubersprüchen und der Spielumgebung zwar oft für den Spielfortschritt relevante Rätsel löst, mitunter aber auch chaotische Konsequenzen hat. Die im Spiel anwendbaren Zaubersprüche sind:
| Magietyp     | Zauberspruch | Wirkung                                                         |
| ------------ | ------------ | --------------------------------------------------------------- |
| High Magic   | VOXAM        | Trenne die Energie verschiedener Magiearten.                    |
| High Magic   | GOLGATEM     | Erschaffe eine Brücke über einer Wasserfläche.                  |
| High Magic   | OBIDIL       | Lasse den Zaubernden für andere Kreaturen attraktiv erscheinen. |
| High Magic   | BEBURTT      | Erzeuge eine Illusion schlechten Wetters.                       |
| Middle Magic | REZROV       | Öffne abgeschlossene oder verzauberte Türen.                    |
| Middle Magic | KENDALL      | Vereinfache Anweisungen.                                        |
| Middle Magic | NARWILE      | Aktiviere einen Zeittunnel.                                     |
| Middle Magic | YASTARD      | Sende ein spirituelles Wesen durch die Zeit.                    |
| Deep Magic   | IGRAM        | Mache lilafarbene Dinge unsichtbar.                             |
| Deep Magic   | THROCK       | Bringe Vegetation zum wachsen.                                  |
| Deep Magic   | SNAVIG       | Ändere dein Aussehen in das der Zielkreatur.                    |
| Deep Magic   | GLORF        | Löse einen Knoten.                                              |

Durch magische Einwirkung können außerdem sämtliche Zaubersprüche in ihr Gegenteil verkehrt werden, so dass der Türen öffnende REZROV-Spruch beispielsweise zum Türen versiegelnden VORZER-Spruch mutiert.
Im Rahmen der Einbettung in das Zork-Universum greift Zork: Great Inquisitor auf diverse Details der Zork-Spielwelt zurück. Einige aus Vorgängerspielen bekannte Räumlichkeiten können besucht werden, so der Startraum aus Zork I und der Flood Control Dam #3. Einige der im Spiel verwendeten Zaubersprüche sind Spielen der Enchanter-Trilogie entnommen. Die Stadt Port Foozle konnte in Zork Zero besucht werden, die Ethereal Planes of Atrii waren Schauplatz in Beyond Zork.

## Produktionsnotizen
Zork: Grand Inquisitor ist nach Return to Zork und Zork Nemesis das dritte Spiel im Zork-Universum, das kein Textadventure mehr ist, sondern auf grafische Darstellung des Spielgeschehens setzt. Es ist gleichzeitig das dritte Zork-Spiel, das nicht mehr vom ursprünglichen Entwicklungsstudio Infocom geschrieben und umgesetzt wurde; aus Marketinggründen wurde aber vom Rechteinhaber Activision für die Publikation des Spiels noch der Name „Infocom“ verwendet. Zum Zeitpunkt des Erscheinens von Zork: Grand Inquisitor war die Zork-Serie bereits 20 Jahre alt, was sie zu einer der ältesten Spieleserien in der Geschichte der Videospiele machte.
Die Spielfigur ist identitätslos, was im Spiel satirisch überspitzt dargestellt wird: Die Spielfigur wird als „AFGNCAAP“ bezeichnet, als „Ageless, Faceless, Gender-Neutral, Culturally Ambiguous Adventure Person“ (alterslose, gesichtslose, geschlechtsneutrale, Abenteuer erlebende Person von uneindeutigem kulturellen Hintergrund, bzw. in der deutschen Übersetzung als Abenteuerfreudige, geschlechtsneutrale, chancenlose, antlitzfreie, alterslose Person.).
Verantwortlicher Produzent des Spiels war Laird M. Malamed, der später Vizepräsident von Activision wurde und 2013 als COO zu Oculus VR wechselte. Programmierer Mason Deming war für Activision später für den Tony-Hawk’s-Franchise sowie für Civilization: Call to Power tätig. Die Autorin des Spiels, Margaret Stohl, wurde später eine erfolgreiche Schriftstellerin und veröffentlichte unter anderem den Fantasyroman Sixteen Moons.
Als „Feelie“, dingliche Beigabe in der Spielverpackung, lag Zork: Grand Inquisitor eine gedruckte Chronologie des Zork-Universums bei, die dem Spieler die Einordnung des Spielgeschehens in einen fiktiven zeitlichen Rahmen ermöglichte. Seit 2011 ist Zork: Grand Inquisitor auch als Download auf den Vertriebsplattformen Steam und GOG.com erhältlich, dem in der Regel eine digitalisierte Fassung der Chronologie beiliegt.
Insgesamt zehn Schauspieler wirkten an Zork: Grand Inquisitor mit:
| Rolle                  | Name             |
| ---------------------- | ---------------- |
| Great Inquisitor       | Erick Avari      |
| Antharia Jack          | Dirk Benedict    |
| Wartle                 | Rip Taylor       |
| Lucy Flathead          | Amy Jacobson     |
| Brog                   | Earl Boen        |
| Inquisition Guard      | Oliver Muirhead  |
| Old Guard / Bartender  | Earl Schuman     |
| Y'Gael                 | Jordana Capra    |
| Floyd the Bouncer      | Don Gibb         |
| Totemization Inspector | Douglas Carrigan |

Der Dungeon Master wird in der englischen Fassung von Michael McKean gesprochen. Marty Ingels, Darsteller in der ehemaligen US-Sitcom I'm Dickens, He's Fenster, spricht den Drachen Griff. Einen Cameo-Auftritt hat David Lander, Schauspieler aus der ehemaligen US-Sitcom Laverne & Shirley, als Stimme einer sprechenden Fackel. Die Musik des Spiels wurde von Mark Morgan komponiert.
Als Werbemaßnahme brachte Activision im Vorfeld der Veröffentlichung ein Textadventure namens Zork: The Undiscovered Underground heraus. Dieses war von zwei Autoren des ursprünglichen Zork-Entwicklungsstudios Infocom, Marc Blank und Michael Berlyn, geschrieben und von Interactive-Fiction-Autor Gerry Kevin Wilson in der Programmiersprache Inform programmiert worden.
Zwei inhaltlich an Zork: Grand Inquisitor anknüpfende Nachfolgespiele waren seitens Activision geplant, wurden aber nie realisiert.

## Rezeption
Adventure Gamers hoben Story, Charaktere und Puzzles positiv hervor und merkten lediglich einige graphische Schwächen als negativ an. In Summe bewertete das Magazin Zork: Grand Inquisitor als "one of the all-time greats in the adventure genre". GameSpot konstatierte, dass die Spielwelt recht klein und die Spieldauer mit etwa 15 Stunden recht kurz sei, ließ sich aber positiv über die Spielwelt an sich und die Puzzles aus und bezeichnete das Spiel als "eines der durchgehend unterhaltsamsten Adventures des Jahres". JustAdventure lobte den hohen Wiederspielwert und den Humor des Spiels, kritisierte aber einige erst durch einen späteren Patch behobene Bugs sowie die Nutzlosigkeit des Online-Modus. Als Fazit bewertete die Seite Zork:Grand Inquisitor als „hochqualitative Unterhaltung“ ("high quality entertainment").
1998 wurde Zork: Grand Inquisitor in der Kategorie "Most Innovative Game Design" für den Spotlight Award nominiert, verlor aber gegen PaRappa the Rapper.